# Interior Gateway Routing Protocol
Interior Gateway Routing Protocol (IGRP) är ett Cisco-propietärt distans-vektor routingprotokoll som används av routrar för att utbyta ruttinformation inom ett autonomt system.
IGRP skapades för att övervinna begränsningar med RIP i större nätverk, begränsat antal hopp och endast ett mätetal. IGRP stödjer flera olika routing-mätvärden för varje rutt, som bandbredd, belastning, fördröjning och pålitlighet. För att jämföra två rutter med varandra så slås dessa mätvärden ihop till ett tal med hjälp av en formel med förutbestämda konstanter. Det högsta tillåtna värdet är 255.

## Enhanced Interior Gateway Routing Protocol
Enhanced Interior Gateway Routing Protocol (EIGRP) är, precis som det låter en vidareutveckling av IGRP. EIGRP är också Cisco-proprietärt. EIGRP är ett avancerat distans-vektor som använder många idéer från link-state. Delar av ruttoptimeringen görs enligt Diffusing Update Algoritmen (DUAL)